# کیریل راکاروف
کیریل راکاروف (بلغاری: Кирил Манолов Ракаров؛ ۲۴ مه ۱۹۳۲ – ۲۵ اوت ۲۰۰۶) بازیکن و مربی فوتبال اهل بلغارستان بود.
از باشگاه‌هایی که در آن بازی کرده‌است می‌توان به باشگاه فوتبال زسکا صوفیه اشاره کرد.
وی همچنین در تیم ملی فوتبال بلغارستان بازی کرده‌است.